# Episodi di The Acolyte - La seguace
La prima stagione della serie televisiva The Acolyte - La seguace (The Acolyte), composta da otto episodi, è stata pubblicata sul servizio di streaming on demand Disney+ dal 4 giugno al 16 luglio 2024.
In Italia la stagione è stata distribuita sullo stesso servizio dal 5 giugno al 17 luglio 2024.
| nº | Titolo originale  | Titolo italiano    | Pubblicazione USA | Pubblicazione Italia |
| -- | ----------------- | ------------------ | ----------------- | -------------------- |
| 1  | Lost / Found      | Perso/Ritrovato    | 4 giugno 2024     | 5 giugno 2024        |
| 2  | Revenge / Justice | Vendetta/Giustizia | 4 giugno 2024     | 5 giugno 2024        |
| 3  | Destiny           | Destino            | 11 giugno 2024    | 12 giugno 2024       |
| 4  | Day               | Giorno             | 18 giugno 2024    | 19 giugno 2024       |
| 5  | Night             | Notte              | 25 giugno 2024    | 26 giugno 2024       |
| 6  | Teach / Corrupt   | Insegna/Corrompi   | 2 luglio 2024     | 3 luglio 2024        |
| 7  | Choice            | Scelta             | 9 luglio 2024     | 10 luglio 2024       |
| 8  | The Acolyte       | La Seguace         | 16 luglio 2024    | 17 luglio 2024       |

## Perso/Ritrovato
- Titolo originale: Lost / Found
- Diretto da: Leslye Headland
- Scritto da: Leslye Headland

### Trama
100 anni prima della nascita dell'Impero Galattico, la Repubblica e l'Ordine Jedi godono di un periodo di pace secolare. In un locale sul pianeta Ueda, una ragazza aggredisce e uccide la maestra Jedi Indara con dei pugnali. Viene sospettata di omicidio la ex Padawan Jedi Osha Anyseya, la quale adesso lavora eseguendo pericolose riparazioni all'esterno delle astronavi. Senza opporre resistenza pur negando i fatti, Osha viene arrestata dal cavaliere Jedi Yord Fandar e dalla sua Padawan Tasi Lowa. In viaggio su una nave pilotata da droidi verso Coruscant, la capitale galattica, i compagni di prigionia di Osha evadono e la lasciano precipitare sul pianeta Carlac. Nello schianto, Osha ha una visione di sua sorella gemella Mae, che si presume fosse morta in un incendio che uccise la loro famiglia quando erano giovani. Osha si convince che Mae sia viva e che abbia ucciso Indara. La maestra Jedi Vernestra Rwoh invia il Maestro Sol, l'ex insegnante di Osha, a Carlac con la sua attuale Padawan, Jecki Lon e Yord. Trovano Osha e Sol decide di crederle. 
Su un altro pianeta, la sorella di Osha, Mae, in realtà viva, incontra il suo misterioso maestro, che le ordina di uccidere un Jedi senza usare un'arma.

## Vendetta/Giustizia
- Titolo originale: Revenge / Justice
- Diretto da: Leslye Headland
- Scritto da: Charmaine DeGraté e Jason Micallef

### Trama
Intrufolatasi in un tempio Jedi sul pianeta Olega, Mae tenta di aggredire il maestro Jedi Torbin mentre sta meditando in forte connessione con la Forza da oltre un decennio, fallendo. Venuta a sapere dell'accaduto, la maestra Jedi Vernestra Rwoth invia Sol, Jeckie, Yord e Osha per indagare su questo attacco. Mae si riunisce con il suo fornitore, Qimir, che la sta aiutando a dare la caccia ai quattro Jedi coinvolti negli eventi dell'incendio che uccise la famiglia di Osha e Mae: Indara, Torbin, Sol e il wookiee Kelnacca. Osha si traveste fingendosi la sorella e riesce a ottenere informazioni da Qimir: quest'ultimo rivela l'esistenza del Maestro di Mae e del suo piano di uccidere i quattro Jedi. Qimir ha fornito a Mae un veleno ricordandole che dovrà uccidere uno dei quattro Jedi senza usare armi. Mae offre il veleno a Torbin come assoluzione per il suo passato. Torbin smette di meditare e accetta l'offerta bevendo dalla fiala, morendo proprio mentre arrivano gli altri. Quella notte, Sol trova Mae e le rivela che Osha è viva. Osha rivede la sorella dopo anni e tenta di stordire Mae ma fallisce e Mae scappa di nuovo. Successivamente apprendono che il Jedi Wookie Kelnacca vive sul pianeta Khofar.

## Destino
- Titolo originale: Destiny
- Diretto da: Kogonada
- Scritto da: Eileen Shim e Jasmyne Flournoy

### Trama
Sedici anni prima, sul pianeta santuario Brendok, Osha e Mae, figlie gemelle di Madre Aniseya, leader di una setta di streghe, sono prossime a un rituale di passaggio per diventare streghe, e entrare in connessione con la Forza, che loro chiamano il Filo. A differenza di Mae, Osha non è sicura di volerlo fare perché si sente diversa dalla sorella. Un gruppo di Jedi, Indara, Kelnacca, Torbin e Sol, notano la loro sensibilità alla Forza e arrivano per testare le loro capacità. Madre Aniseya dà istruzioni a Osha e Mae su come fallire deliberatamente i test, ma Osha decide di non mentire, dimostrandosi curiosa verso la dottrina Jedi, e esprime il desiderio di partire, consapevole che non rivedrà più sua madre. Mae, infuriata al pensiero che sua sorella voglia andarsene, tenta di ucciderla: la rinchiude nella sua stanza, appicca un incendio che arde il santuario, uccidendo tutti, compresa la loro madre. Osha viene salvata da Sol e vede Mae morire precipitando tra le macerie pur di non farsi salvare dai Jedi. Sentendosi parzialmente responsabile della tragedia, Sol promette che addestrerà personalmente Osha come sua Padawan. 
Mae sopravvissuta, si reca verso un albero spirituale dove cerca di richiamare la sorella Osha.

## Giorno
- Titolo originale: Day
- Diretto da: Alex Garcia Lopez
- Scritto da: Claire Kiechel e Kor Adana

### Trama
Mae e il suo fornitore, Qimir, atterrano su Khofar per rintracciare e uccidere il maestro Jedi wookie Kelnacca, che continua a rimuginare sulla tragedia di Brendok. Su Coruscant, al Tempio Jedi si tiene una riunione, in cui intendono scoprire senza avvisare l'Alto Consiglio, chi sia il misterioso maestro di Mae. Vengono inviati Sol, Jecki e Yord insieme ad altri Jedi a prelevare Kelnacca su Khofar prima che venga ucciso, e Sol chiede alla riluttante Osha di venire con loro. Mae ha un ripensamento sulla sua lealtà e decide di consegnarsi a Kelnacca, intrappolando Qimir a una fune. Mae raggiunge la capanna di Kelnacca, che è stato ucciso pochi secondi prima da un fendente di spada laser, capisce allora che il suo maestro è nei paraggi. Sol, Osha e il resto della squadra sopraggiungono e intimano Mae ad arrendersi, mentre l'uomo misterioso arriva e tenta di sopraffare i Jedi.

## Notte
- Titolo originale: Night
- Diretto da: Alex Garcia Lopez
- Scritto da: Kor Adana e Cameron Squires

### Trama
Osha resta nascosta e assiste al duello tra il maestro misterioso e i Jedi, che vengono sopraffatti, e molti uccisi. Osha tenta di stordirlo senza successo e si dà alla fuga, schivando un fendente grazie all'aiuto di Sol, che ordina a un ferito Yord di scortare Osha alla nave. Sol duella con il maestro misterioso ma quest'ultimo riesce a divincolarsi nel buio. Jecki affronta Mae che nel frattempo aveva preso la spada di Kelnacca. Dopo aver ammanettato Mae, Jecki viene assalita dal maestro misterioso, che dopo averla parzialmente disarmata si divincola nuovamente per raggiungere Mae e ucciderla per averlo tradito, ma viene fermato da Sol e Jecki. Mentre i tre duellano, Mae impossibilitata a fuggire cerca di comunicare con la sorella Osha tramite la Forza, la quale decide di accorrere in aiuto. Jecki si avventa sull'uomo strappandogli via la maschera, ma viene uccisa sotto gli occhi di Sol. L'uomo si rivela essere nientemeno che Qimir, il fornitore di Mae, che dopo averla immobilizzata afferma di essere un Sith.

## Insegna/Corrompi
- Titolo originale: Teach/Corrupt
- Diretto da: Hanelle Culpepper
- Scritto da: Leslye Headland e Jocelyn Bioh

### Trama
Osha si risveglia su un pianeta sconosciuto con a disposizione gli effetti della sorella Mae e alcune provviste. Dopo aver seguito Qimir e sottrattogli la spada laser questi se ne accorge ma decide di lasciargliela tenere. Più tardi, Qimir cerca di corrompere la mente della ragazza, suggerendole di non reprimere le sue emozioni negative, cavillo per il Lato Oscuro della Forza, e per metterla alla prova si offre di farsi uccidere: in un momento di rabbia Osha ammette di aver fallito la sua dottrina Jedi, e Qimir rivela di essere diventato quello che è dopo aver perso tutto, e di essere stato tradito dal suo maestro in passato. Successivamente la ragazza si incuriosisce dell'elmo di Qimir e lo indossa.
Nel frattempo, sulla nave in direzione per Coruscant, Mae recita la parte della sorella, tuttavia Sol se ne accorge, regge il gioco per un po' e la immobilizza su un letto.

## Scelta
- Titolo originale: Choice
- Diretto da: Kogonada
- Scritto da: Charmaine DeGraté, Jen Richards, Jasmyne Flournoy

### Trama
Sedici anni prima, i Maestri Jedi Indara, Kelnacca, Torbin e Sol, si recano su Brendok in cerca di una "vergenza nella Forza", e si imbattono proprio nelle due gemelline Osha e Mae. Essendo le bambine potenti nella Forza, e sospettando che siano state concepite dalla Forza stessa e non biologicamente come gemelle, i Jedi si intrufolano nel Santuario con molto disappunto della setta di Streghe che vi abitano. Dopo la richiesta accolta mal volentieri di esaminare le potenzialità delle bambine, Sol discute con gli altri secondo la possibilità di prelevare le bambine poiché ritiene che lì non siano affatto al sicuro. Dopo il litigio tra le due bambine, in cui viene rivelato che Mae ha appiccato l'incendio accidentalmente e non volutamente, le Streghe, allertate per la successiva intrusione dei Jedi, partono in difesa e prendono il controllo mentale di Kelnacca, che temporaneamente si rivolta contro i compagni. Indara riesce a liberargli la mente, provocando la morte delle Streghe che lo stavano controllando. Mentre Osha si mette in salvo dall'incendio, Mae raggiunge Madre Aniseya, che tenta di portarla via scomparendo. Qui Sol in un atto d'impulso trafigge Madre Aniseya uccidendola sotto gli occhi di Mae. Nella confusione Sol riesce a salvare Osha, ignara di tutto, mentre Mae, dopo aver detto alla sorella della morte della madre, precipita e viene data per morta, ricevendo inoltre la colpa per l'accaduto. Di ritorno verso Coruscant, Sol rimugina sull'essere il diretto responsabile di quanto accaduto.

## La Seguace
- Titolo originale: The Acolyte
- Diretto da: Hanelle M. Culpepper
- Scritto da: Jason Micallef

### Trama
Mae riesce a liberarsi e fugge a bordo di una corvetta di salvataggio, diretta al santuario in rovina su Brendok. Sol invia la loro posizione ai Jedi. Osha e Qimir partono per rintracciare Mae e Sol, percepiti nella Forza. Le due sorelle si incontrano e Mae le rivela che il diretto responsabile della morte della madre non è che il Maestro Sol, Osha non le crede e le due sorelle combattono. Sol affronta Qimir disarmandolo, ma viene a sua volta disarmato da Mae, che decide di risparmiarlo in modo che possa confessare le sue colpe al Consiglio Jedi. Sopraggiunge Osha, che disarma Sol e lo intima a confessare le sue colpe, Sol confessa e rivela che Osha e Mae non sono gemelle ma una sola persona creata dalla "vergenza" su Brendok. Osha raccoglie la spada di Sol e viene sopraffatta dalle emozioni negative: mentre soffoca Sol con la Forza, il cristallo della spada "sanguina" conferendone il colore rosso della lama, segno che Osha è passata al Lato Oscuro. Prima dell'arrivo della Maestra Jedi Vernestra, Osha e Mae si riconciliano e fuggono con Qimir. Osha accetta di diventare l'accolito di Qimir ma dovrà separarsi dalla sorella. Qimir propone a Mae di cancellarle la memoria e di farsi arrestare dai Jedi per difendere la sorella, lei accetta. Vernestra arresta Mae e la scorta su Coruscant. Nell'interrogatorio Vernestra dice alla smemorata Mae di aver bisogno del suo aiuto per rintracciare Qimir, che era un suo ex allievo, e nasconde l'intero accaduto al Consiglio Jedi, incolpando invece il defunto Sol per aver ucciso i Jedi Kelnacca, Indara e Torbin, di essere responsabile della morte delle Streghe su Brendok, e di essersi in seguito suicidato. Successivamente, poco prima della conclusione dell'episodio, Vernestra fa rapporto al Maestro Yoda.